# Anthony Pesela
Anthony Pesela (né le 9 juin 2002) est un athlète botswanais, spécialiste des épreuves de  sprint.

## Biographie
Il remporte le 400 m des championnats du monde juniors de 2021, à Nairobi au Kenya, en 44 s 58, record personnel et record des championnats.
En 2024, il fait partie du relais olympique botswanais du 4 × 400 m qui décroche la médaille d'argent, avec ses coéquipiers Bayapo Ndori, Collen Kebinatshipi et Letsile Tebogo, en établissant un nouveau record d'Afrique.

## Palmarès
| Date | Compétition                   | Lieu         | Résultat | Épreuve   | Temps         |
| ---- | ----------------------------- | ------------ | -------- | --------- | ------------- |
| 2021 | Championnats du monde juniors | Nairobi      | 1er      | 400 m     | 44 s 58       |
| 2022 | Championnats d'Afrique        | Saint-Pierre | 1er      | 4 x 400 m | 3 min 4 s 27  |
| 2022 | Jeux du Commonwealth          | Birmingham   | 2e       | 4 x 400 m | 3 min 1 s 85  |
| 2024 | Jeux olympiques               | Paris        | 2e       | 4 × 400 m | 2 min 54 s 53 |

## Records
| Épreuve | Temps   | Lieu    | Date         |
| ------- | ------- | ------- | ------------ |
| 400 m   | 44 s 58 | Nairobi | 21 août 2021 |